# San Babila : Un crime inutile
Pour plus de détails, voir Fiche technique et Distribution.
San Babila : Un crime inutile (San Babila ore 20: un delitto inutile), également connu sous le titre Tuer pour tuer, est un drame coécrit et réalisé par Carlo Lizzani, sorti en 1976.

## Synopsis
Italie, 1975, lors des années de plomb. Un groupe de quatre jeunes néo-fascistes, Alfredo, Fabrizio, Franco et Michele, fait régner violemment la loi sur la place San Babila à Milan. Ils se sont inspirés du squadrisme de Benito Mussolini, la force paramilitaire instaurée par le Duce pour lutter avec brutalité contre les mouvements sociaux suscités par les socialistes et les communistes après la Première Guerre mondiale en Italie.
Les quatre hommes importunent les passants, s'empoignent avec les gauchistes, les communistes ou les anarchistes de passage ou bien draguent lourdement les filles. Un jour, le chef du groupe demande à Franco, le plus sage de la bande, de faire ses preuves en attaquant sauvagement un jeune communiste choisi au hasard. Une nuit, sur la place San Babila, ils croisent un couple habillé en rouge et, croyant qu'ils sont des communistes en raison de la couleur de leurs vêtements, les désignent comme des cibles à éliminer. Le groupe les traque et les poignarde. Choqué face à ce double meurtre inutile, Franco s'enfuit et rentre chez lui. Pendant ce temps, les trois autres garçons continuent la soirée dans une salle de jeux et l'un d'entre eux demande à Lalla, la fille de la bande malmenée par ces derniers, de se débarrasser de l'arme du crime. Après l'avoir fait, elle les dénoncera à la police.

## Fiche technique
- Titre original : San Babila ore 20: un delitto inutile
- Titre français : San Babila: Un crime inutile ou Tuer pour tuer
- Réalisation : Carlo Lizzani
- Scénario : Mino Giarda, Ugo Pirroet Carlo Lizzani
- Montage : Franco Fraticelli
- Musique : Ennio Morricone
- Photographie : Piergiorgio Pozzi
- Production : Carlo Maietto
- Société de production : PTA (Produzioni Thousand Associate)
- Société de distribution : Agora
- Pays d'origine :  Italie
- Langue originale : italien
- Format : couleur
- Genre : drame
- Durée : 105 minutes
- Dates de sortie : 
  -  Italie : 9 avril 1976

## Distribution
- Daniele Asti : Franco
- Giuliano Cesareo : Michele "Miki" Castiglioni
- Pietro Brambilla : Fabrizio
- Pietro Giannuso : Alfredo
- Brigitte Skay : Lalla
- Grazia Baccari : la petite amie de Paolo
- Gilberto Squizzato : Paolo
- Franca Mantelli : la mère de Franco
- Paola Faloja : la mère de Michele
- Vittorio Pinelli : l'agent de police